# Eucarida
Eucarida è un superordine di crostacei.

## Ordini
- Amphionidacea (Williamson, 1973)
- Decapoda (Latreille, 1802)
- Euphausiacea (Dana, 1852)